# حرية الاعتقاد في كازاخستان
ينص دستور كازاخستان على حرية الاعتقاد، وعلى تعبد مختلف الطوائف الدينية، إلى حد كبير، دون تدخل من الحكومة. يحاول مسؤولون محليون في بعض الأحيان الحد من ممارسة بعض الجماعات غير التقليدية لشعائرها الدينية، غير أن المسؤولين رفيعي المستوى أو الهيئات القضائية يتدخلون من حين لآخر لتصحيح هذه المحاولات.
أدى إنفاذ الحكومة للقوانين المعدلة سابقًا إلى زيادة المشاكل التي تواجهها بعض الجماعات غير المسجلة. اعتبارًا من عام 2007، لا يزال قانون الأديان يفرض متطلبات التسجيل الإلزامي على المبشرين والمنظمات الدينية. أفادت معظم الجماعات الدينية، بما فيها الأقليات والطوائف غير التقليدية، بأن القوانين الدينية لم تؤثر تأثيرًا جوهريًا على الأنشطة الدينية. شهدت الجماعات الدينية غير المسجلة زيادة في مستوى الغرامات المفروضة بسبب عدم التسجيل، بالإضافة إلى بذل جهود أقوى لتحصيل مثل هذه الغرامات. لم تواجه معظم الجماعات المسجلة أي مشاكل، ولكن حركة هاري كريشنا، وهي مجموعة مسجلة، عانت من هدم 25 منزلًا في إطار حملة حكومة كاراسي المحلية لمصادرة ملكية أراضيها استنادًا إلى انتهاكات مزعومة لقوانين الملكية.
حافظ السكان على تقليدهم العريق المتمثل في العلمانية والتسامح. على وجه الخصوص، كشف قيادات من المسلمين، والأرثوذكس الروس، والروم الكاثوليك، واليهود عن مستويات عالية من القبول في المجتمع. خلال الفترة المشمولة بالتقرير، انتقدت قيادات من المسلمين والأرثوذكس الروس، وهم المهيمنون على المجتمع، على نحو علني عددًا من الجماعات الدينية غير التقليدية. ازداد خلال عام 2007 عدد الجماعات الدينية المسجلة وأماكن العبادة بالنسبة لجميع الجماعات الدينية تقريبًا، بما فيها الأقليات والجماعات غير التقليدية.
تناقش حكومة الولايات المتحدة قضايا الحرية الدينية مع حكومة كازاخستان كجزء من سياستها العامة لتعزيز حقوق الإنسان. أيَّد السفير وغيره من الرسميين الأمريكيين جهود البلد الرامية إلى تعزيز الروابط والتفاهم المتبادل بين الجماعات الدينية. انخرط المسؤولون الأمريكيون في حوار خاص وعام، على جميع المستويات، للحث على تماشى التعديلات المقترح إدخالها على قوانين الأديان مع الضمانات الدستورية للحرية الدينية في البلاد ومع تقاليد البلاد المتعلقة بالتسامح الديني. زار مسؤولون في حكومة الولايات المتحدة المرافق الدينية، واجتمعوا بالزعماء الدينيين، وعملوا مع مسؤولين حكوميين لمعالجة حالات محددة مثيرة للقلق. خلال عام 2007، رعت السفارة برامج تبادل لزعماء الجماعات الدينية المختلفة من أجل الالتقاء بمجموعة متنوعة من النظراء في الولايات المتحدة. حافظ مسؤولو السفارة على حوار مستمر مع مجموعة واسعة من الجماعات داخل المجتمع الديني.

## التسامح الديني
تدعم كازاخستان الجهود الدولية الرامية إلى تعزيز الحوار والتسامح بين الأديان. كل أربع سنوات تستضيف آستانا (عاصمة كازاخستان) مؤتمر زعماء الأديان العالمية والتقليدية، والذي يجرى حدوثه في قصر السلام والمصالحة. يجمع المؤتمر الزعماء الدينيين من جميع أنحاء العالم ليناقشوا ويتبادلوا الآراء بشأن اللاهوت والمجتمع والسياسة. بدأت إنطلاقة المؤتمر في عام 2003، وعُقد المؤتمر الرابع في الفترة منذ 30 إلى 31 مايو 2012 لمناقشة دور الدين والحوار بين الأديان في تعزيز الأمن العالمي والتنمية البشرية. على حد قول المحلل رومان موزاليفسكي، فإن استضافة كازاخستان للمؤتمر «تضع على عاتق الحكومة التزامات بضمان التعايش المتسامح بين المجموعات العرقية وتهيئة بيئة مواتية للجمعيات الدينية». شارك في المؤتمر الثاني عام 2006 نحو 45 وفدًا، بينما بلغ عدد المشاركين في المؤتمر الرابع عام 2012 رقمًا قياسيًا، إذ بلغ نحو 350 مندوبًا من 40 دولة. أعرب الرئيس نور سلطان نزارباييف عن رغبته في مواصلة هذا التقليد.

## وضع الحرية الدينية

### الإكراه على تغيير الدين
اعتبارًا من عام 2007، لم ترد أي تقارير عن الإكراه على اعتناق دين آخر، بما في ذلك المواطنين الأمريكيين القصر الذي جرى اختطافهم أو نقلهم بصورة غير قانونية من الولايات المتحدة، أو الذين لم يُسمح لهم بالعودة إلى الولايات المتحدة.

### التحسينات
في سبتمبر 2006، استضاف الرئيس نور سلطان نزارباييف المؤتمر الثاني لزعماء الأديان العالمية والتقليدية في الآستانا، وهو تجمع مكرس لتعزيز التفاهم بين الثقافات العالمية والجماعات الدينية والجماعات العرقية ومنع الصراعات القائمة على الاختلافات الثقافية والدينية. حظيت المناسبة بدعاية واسعة في البلد، وضمت ممثلين عن الإسلام والمسيحية والبوذية والهندوسية واليهودية والطاوية والشنتوية وغيرها من الهيئات الدينية الدولية.
أدلى السيد نور سلطان نزارباييف، على نحو منتظم، بتصريحات عامة تثني وتسلط الضوء على تقاليد الدولة في التسامح العرقي والتسامح بين الأديان، ولا يزال يشارك في العمل مع الزعماء الدينيين الدوليين والمجتمعات المحلية. في 8 أبريل 2007، ألقى الرئيس خطابًا تلفزيونيًا على الصعيد الوطني خلال قداس عيد الفصح للكنيسة الأرثوذكسية في آستانا، أعلن فيه «قواعد للسلام بين الأعراق وبين الأديان في كازاخستان. فنحن نحتفل بعيد القربان الإسلامي، وعيد الفصح المسيحي، وبأعياد الجماعات الدينية الأخرى على قدم المساواة، لأننا لا ننسى أبدًا الحقيقة العظمى المشتركة بين جميع البشر: لدينا إله واحد، وكل شخص يتبع طريقه الخاص نحو الإله».
وفقًا للإحصاءات الحكومية، ارتفع عدد الجماعات الدينية، على نحو مطرد، خلال السنوات القليلة الماضية. في أبريل 2007، بلغ عدد الجماعات 3,855 جماعة مقابل 3,420 جماعة في عام 2006 و3,259 جماعة في عام 2005. زاد اتحاد المعمدانيين، على سبيل المثال، من 254 جماعة منتسبة مسجلة في عام 2003 إلى 319 جماعة في عام 2007.
بذلت الحكومة جهودًا لتعزيز التسامح الديني في صفوفها. تضمن التدريب في مجال حقوق الإنسان الذي قدمته المنظمات غير الحكومية بالتعاون مع الحكومة لموظفي إنفاذ القانون معلومات عن الحقوق الدينية بموجب القانون.
لم ترد تقارير عن حوادث تتعلق بمعاداة السامية ارتكبتها الحكومة. دأبت قيادة الجالية اليهودية على الثناء على الحكومة لحمايتها للطائفة اليهودية على نحو استباقي. مثلما في فترات التقارير السابقة، لم يبلّغ قادة الجالية اليهودية عن أي حالة من حالات معاداة السامية سواء من جانب الحكومة أو في المجتمع.